# C.S. Godshalk
Christina Soccolich Godshalk (1942) is een Amerikaanse schrijfster. Na een verblijf van circa twintig jaar in Zuidoost-Azië schreef ze haar tot dusverre enige roman Kalimantaan, waarmee ze debuteerde in 1998. De roman speelt zich af op Borneo. De Nederlandse vertaling verscheen onder de titel Kalimantan. In het boek geeft Godshalk een geromantiseerd verslag van de expeditie van James Brooke naar Sarawak.
Ze woont nu met haar man in Beverly in Massachusetts.